# Alexis Peña (cantante)
Jaime Alexis Peña Molina (Piedecuesta, 2 de febrero de 1984) más conocido como Alexis Peña es un cantante, compositor, líder de adoración, pastor y orador cristiano colombiano conocido por combinar principios bíblicos prácticos con el flujo de canciones proféticas.

## Biografía
El cantante de música cristiana Alexis Peña y pastor de la iglesia cristiana casa de adoración internacional  es un compositor, cantante y productor Colombiano nacido el 2 de febrero de 1984 en la ciudad de Piedecuesta, Santander. Es el fundador y presidente de Amorecords, sello discográfico dedicado a la producción y distribución de música con mensaje cristiano, además es el director del congreso internacional de jóvenes generación emergente,  un movimiento juvenil dedicado a la formación y entrenamiento de líderes cristianos.
Inicia su carrera musical en 2005 como vocalista de la banda de rock Cristiano Sin previo aviso de la que se desligaría más adelante para iniciar su carrera como solista. En el mes de marzo del año 2010 lanza su primer álbum de estudio titulado Abriste mis ojos en la ciudad de Bucaramanga, Colombia. En 2011 es ordenado como pastor en la Confraternidad cristiana internacional y detiene por un tiempo su carrera musical hasta el año 2015 cuando lanza su segundo álbum de estudio titulado El sacrifico de tu amor en la ciudad de Maracaibo, Venezuela, en 2016 es nominado a mejor canción latina con Quiero darte gracias en los premios AMCL, en ese mismo año lanza su tercera producción discográfica de estudio titulada Yo te prometo en la ciudad de Lima, Perú.  En 2017 es enviado por su organización religiosa en carácter de misionero a la nación de Venezuela donde se radicaría ese mismo año en la ciudad de Maracaibo estado Zulia hasta la actualidad, hasta la fecha Alexis Peña continua lanzando paulatinamente sencillos de estudio y en vivo manteniendo relevancia en el ambiente de la música cristiana.

## Discografía
- Abrísteme mis ojos (Álbum 2010)
- El sacrificio de tu amor (2015)
- Yo te prometo (2016)
- "Resucitame" con Aline Barros (2016) con Smule
- Vida hecha canción (2017) [8]
- El tiempo llegó (2018) [9]
- Tu rareza (2019) [10]
- Direccionados (2019) con Alex Márquez & El Maestro
- Muestrame tu gloria (2020) [11]
- Aleluya - Hallelujah (Versión Cuarentena) Con la participación de varios artistas (2020)
- El Dios que tengo yo (Versión Cuarentena) Con Isaac Idrovo (2020)
- Dios subió a su trono (2021) Homenaje a Jaime Murrell [12]
- Tu Santo Nombre (2021) [13]
- Latido de mi corazón con Fernando Pinillos (2021) [14]
- Aun si no lo haces (2021) [15]
- Que niño es este? (2021) [16]
- Resucitame (En vivo) (2022)
- Yo soy de ti feat Juan Miguel (2022)
- Casa de adoración (Casa de milagros) (2023)
- Preciosa sangre (En vivo) (2023)
- Aguas profundas featuring New Culture band  (2024)
- Preciosa sangre (Estudio) (2024)
- El sacrificio de tu amor (En vivo) (2024)
- Nuestro Dios reina (Our God reigns) (En vivo) (2024)
- La bondad de Dios (Goodness of God) feat New Culture Band (2024)
- Espontáneo - No Te Rindas, Tienes un Padre (En vivo) (2024)
- Bésame - Espontaneo - Ven Disfruta Mi Adoración (En vivo) (2024)
- Canción de Navidad (Razón de la Navidad) (2024)